# Journal of the Warburg and Courtauld Institutes
Journal of the Warburg and Courtauld Institutes (JWCI) est une publication scientifique fondée en 1937 par le Warburg Institute de Londres sous le titre Journal of the Warburg Institute.
Le titre est devenu The Journal of the Warburg and Courtauld Institutes deux ans plus tard et est devenu une entreprise collaborative entre les deux institutions depuis lors.

## Le journal
Le Journal of the Warburg and Courtauld Institutes se veut un forum interdisciplinaire pour les spécialistes de l'histoire de l'art, de l'histoire des idées et de l'histoire culturelle. Il publie des articles basés sur de nouvelles recherches, provenant généralement de sources primaires. Les sujets comprennent les arts sous leurs diverses formes, religion, philosophie, science, littérature et magie, ainsi que la vie intellectuelle, politique et sociale, de l'Antiquité à l'aube de l'ère contemporaine. Habituellement, les sujets abordés concernent ou ont un lien quelconque avec les cultures occidentales, typiquement européennes ; c'est pourquoi la JWCI offre également un espace de recherche sur les nombreuses interconnexions entre ces cultures et d'autres qui ont prospéré au-delà des frontières européennes — en particulier, mais sans s'y limiter, la culture et l'apprentissage du Proche-Orient.